# MotoGP 18
MotoGP 18 è un videogioco del 2018, sviluppato dall'azienda italiana Milestone, basato sul motomondiale 2018. Il gioco è uscito il 7 giugno 2018 per PlayStation 4, Xbox One, Microsoft Windows e Nintendo Switch
Il titolo è uscito il 7 giugno 2018 in tutto il mondo per PlayStation 4, Xbox One e Microsoft Windows.

## Modalità di gioco
MotoGP 18 presenta diverse modalità: Carriera, Modalità veloci, Sfide storiche, Multigiocatore, MotoGP eSport Championship, Editor grafiche e Personalizzazione pilota oltre che alcuni DLC.
Rispetto a MotoGP 17 Milestone ha puntato sulla carriera pilota, eliminando la manageriale e stravolgendo le funzioni basilari come il menù.
Rispetto al predecessore MotoGP 17 la grafica, la fisica e l'intelligenza artificiale sono state notevolmente migliorate. In modalità carriera non è possibile decidere da quale classe partire, ma sono stati aggiunti nuovi avatar e nuovi piloti selezionabili nelle classi storiche e sono stati inseriti tre circuiti antichi: Laguna Seca, Vecchia Catalogna e Donington Park. Oltre alcuni cambiamenti in Moto3, Moto2 e MotoGP, Il gioco ha due classi storiche del motomondiale: classe 500 a 2 tempi e MotoGP a 4 tempi.

## Telecronisti
in italiano:  Guido Meda

## Accoglienza
MotoGP 18 ha ricevuto recensioni "misti o nella media", secondo l'aggregatore di recensioni Metacritic.